# Валендув
Валендув (пол. Walendów) — село в Польщі, у гміні Надажин Прушковського повіту Мазовецького воєводства.
Населення — 412 осіб (2011).
У 1975-1998 роках село належало до Варшавського воєводства.

## Демографія
Демографічна структура станом на 31 березня 2011 року:
|          | Загалом | Допрацездатний вік | Працездатний вік | Постпрацездатний вік |
| -------- | ------- | ------------------ | ---------------- | -------------------- |
| Чоловіки | 181     | 47                 | 117              | 17                   |
| Жінки    | 231     | 47                 | 139              | 45                   |
| Разом    | 412     | 94                 | 256              | 62                   |